# اوکما (اکلاهما)
اوکما(به انگلیسی: Okemah) شهری در ایالت اکلاهما کشور ایالات متحده آمریکا است که جمعیت آن در سرشماری سال ۲۰۱۰ میلادی، ۳٬۲۲۳ نفر بوده‌است.